# メイク・ア・ジャズ・ノイズ
『メイク・ア・ジャズ・ノイズ』（原題：Make a Jazz Noise Here）は、フランク・ザッパが1991年に発表したライブ・アルバム。『ブロードウェイ・ザ・ハード・ウェイ』（1988年）及び『ザ・ベスト・バンド』（1991年）と同様、1988年2月から6月のライブ音源が使用され、本作はインストゥルメンタル中心の内容となっている。

## 内容
大部分の曲は、ザッパが過去のアルバムで発表した曲の再演である。「ブラック・ページ」は1976年よりライブで頻繁に演奏されてきた曲だが、本作には「ニュー・エイジ・ヴァージョン」と呼ばれるスローなアレンジの演奏が収録された。
「ホエン・ヤッピーズ・ゴー・トゥ・ヘル」、「ファイアー・アンド・チェインズ」、「スター・ウォーズ・ウォント・ワーク」は本作が初出の新曲。「スター・ウォーズ・ウォント・ワーク」は、映画の『スター・ウォーズ』ではなく、ロナルド・レーガン政権下のアメリカが構想したスター・ウォーズ計画を題材とした曲である。また、イーゴリ・ストラヴィンスキー及びバルトーク・ベーラの曲（編曲はバンド・メンバーのスコット・チュニスによる）も収録された。

## 評価
François Coutureはオールミュージックにおいて5点満点中3.5点を付け「ステージでのおふざけや内輪のジョークが殆ど含まれておらず、ザッパが残したインストゥルメンタルの中でも特に優れた曲の、名人芸的演奏に特化されている」と評している。また、D. J. Considineは1995年7月9日付のThe Baltimore Sun紙において、ザッパの代表作の一つとして本作を挙げ「演奏は極めて鋭く、ソロも素晴らしい」「レゲエ化した"King Kong"のリメイクが印象的」と評している。

## 収録曲
特記なき楽曲はフランク・ザッパ作。

### ディスク1
1. スティンク・フット ("Stinkfoot") - 7:40
  - 公演地：ボストン、ポキプシー
2. ホエン・ヤッピーズ・ゴー・トゥ・ヘル ("When Yuppies Go to Hell") - 14:35
  - 公演地：リンツ、ブライトン、バーリントン、ワシントンD.C.
3. ファイアー・アンド・チェインズ ("Fire and Chains") - 3:58
  - 公演地：ワシントンD.C.
4. レッツ・メイク・ザ・ウォーター・ターン・ブラック ("Let's Make the Water Turn Black") - 1:37
  - 公演地：ロッテルダム
5. ハリー・ユー・アー・ア・ビースト ("Harry, You're a Beast") - 0:48
  - 公演地：ロッテルダム
6. オレンジ・カウンティ・ランバー・トラック ("The Orange County Lumber Truck") - 0:42
  - 公演地：ロッテルダム
7. オー・ノー ("Oh No") - 4:44
  - 公演地：ロンドン
8. ランピー・グレイヴィのテーマ ("Theme from Lumpy Gravy") - 1:11
  - 公演地：ロッテルダム
9. イート・ザット・クエスチョン ("Eat That Question") - 1:55
  - 公演地：ローマ
10. ブラック・ナプキンズ ("Black Napkins") - 6:56
  - 公演地：ウィーン
11. ビッグ・スウィフティ ("Big Swifty") - 11:12
  - 公演地：ミュンヘン
12. キング・コング ("King Kong") - 13:04
  - 公演地：ミュンヘン、クリーブランド
13. スター・ウォーズ・ウォント・ワーク ("Star Wars Won't Work") - 3:43
  - 公演地：シュトゥットガルト

### ディスク2
1. ザ・ブラック・ページ（ニュー・エイジ・ヴァージョン） ("The Black Page (new age version)") - 6:46
  - 公演地：フィラデルフィア、モデナ
2. テマーシ・デュイーン ("T'Mershi Duween") - 1:42
  - 公演地：マンハイム
3. デュプリーズ・パラダイス ("Dupree's Paradise") - 8:35
  - 公演地：マンハイム
4. シティ・オブ・タイニー・ライツ ("City of Tiny Lights") - 8:02
  - 公演地：モデナ
5. "兵士の物語"からロイヤル・マーチ ("Royal March from L'Histoire du Soldat") (Igor Stravinsky) - 0:59
  - 公演地：ピッツバーグ
6. バルトーク・ピアノ協奏曲第三番のテーマ ("Theme from the Bartok Piano Concerto #3") (Bartók Béla) - 0:43
  - 公演地：スプリングフィールド
7. 不吉な靴 第二楽章 ("Sinister Footwear 2nd mvt.") - 6:40
  - 公演地：アレンタウン
8. スティーヴィーズ・スパンキング ("Stevie's Spanking") - 4:26
  - 公演地：アレンタウン
9. エイリアン・オリファイス ("Alien Orifice") - 4:15
  - 公演地：フィレンツェ
10. クルージング・フォー・バーガーズ ("Cruisin' for Burgers") - 8:28
  - 公演地：ルンド
11. アドヴァンス・ロマンス ("Advance Romance") - 7:43
  - 公演地：フィレンツェ
12. ストリクトリー・ジェンティール ("Strictly Genteel") - 6:38
  - 公演地：セビリア

## 参加ミュージシャン
- フランク・ザッパ - リードギター、シンセサイザー、ボーカル
- アイク・ウィリス - リズムギター、シンセサイザー、ボーカル
- マイク・ケネリー - リズムギター、シンセサイザー、ボーカル
- ボビー・マーティン - キーボード、ボーカル
- スコット・チュニス - エレクトリックベース、ミニ・モーグ
- チャド・ワッカーマン - ドラムス、ボーカル、エレクトロニック・パーカッション
- エド・マン - ヴィブラフォン、マリンバ、エレクトロニック・パーカッション
- ウォルト・ファウラー - トランペット、フリューゲルホルン、シンセサイザー
- ブルース・ファウラー - トロンボーン
- ポール・カーマン - アルト・サックス、ソプラノ・サックス、バリトン・サックス
- アルバート・ウィング - テナー・サックス
- カート・マクゲットリック - バリトン・サックス、バス・サックス、コントラバスクラリネット